# Simonicze
Simonicze (biał. Сіманічы, Simaniczy; ros. Симоничи, Simoniczi) – agromiasteczko na Białorusi, w obwodzie homelskim, w rejonie lelczyckim, w sielsowiecie Simonicze, przy drodze republikańskiej R128.

## Warunki naturalne
Miejscowość położona jest nad Swinawodem, wśród dużego kompleksu leśno-bagiennego. Skrajem Simonicz przebiega granica Prypeckiego Parku Narodowego.

## Historia
W XIX i w początkach XX w. wieś i majątek ziemski położone w Rosji, w guberni mińskiej, w powiecie mozyrskim, w gminie Lelczyce. Znajdowały się tu wówczas cerkiew oraz znaczne młyny.
Po I wojnie światowej pod administracją polską, w Zarządzie Cywilnym Ziem Wschodnich, w okręgu brzeskim, w powiecie mozyrskim, w gminie Lelczyce.
W wyniku postanowień traktatu ryskiego znalazły się w granicach Związku Sowieckiego. Od 1991 w niepodległej Białorusi.